# ميسيريت ديفار

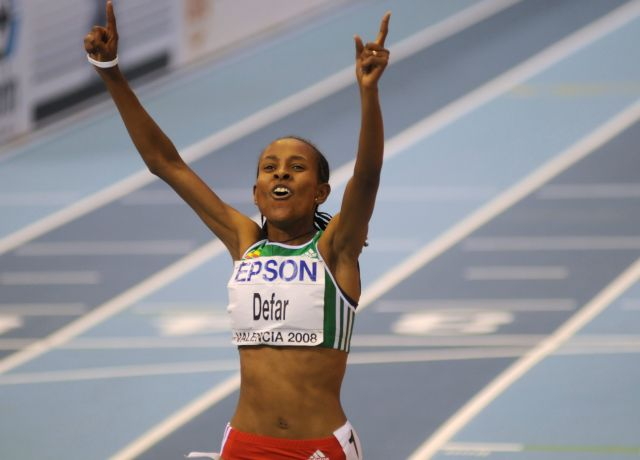
ديفار في 2008

ميسيريت ديفار تولا (بالإنجليزية: Meseret Defar Tola) (بالأمهرية: መሰረት ደፋር) وهي عدائة مسافات طويلة إثيوبية ولدت في يوم 19 نوفمبر 1983 في مدينة أديس أبابا عاصمة إثيوبيا، تنافس ديفار في مسافة 5000 متر و3000 متر وقد فازت بميدالية الذهبية في أولمبياد أثينا 2004 في مسافة 5000 متر والميدالية البرونزية في أولمبياد بكين 2008 في 5000 متر والميدالية الذهبية في أولمبياد لندن 2012 في 5000 متر، في بطولة العالم في أوساكا 2007 في اليابان فازت بالميدالية الذهبية في 5000 متر وفازت بالميدالية الذهبية ايضاً في بطولة العالم لألعاب القوى 2013 في موسكو وفازت بالفضية في بطولة هلسنكي 2005 وفازت بالميدالية البرونزية في بطولة برلين 2009 وبطولة ديغو 2011، كما فازت بالذهبية في بطولات الصالات في كل من بودابست 2004 و موسكو 2006 و فالنسيا 2008 و الدوحة 2010 وفازت بالميدالية الفضية في إسطنبول 2012 وبالميدالية البرونزية في بيرمنغهام 2003.